# Marwán I
Marwán ibn al-Hákam (623-685) (árabe: مروان بن الحكم) fue el cuarto califa Omeya, que asumió el control de la dinastía después de que su primo segundo Muawiya II abdicara en 684. La ascensión de Marwán, el miembro más influyente del clan, señaló un cambio en el linaje de la dinastía omeya de ser los descendientes de Abu Sufyan a los de Al-Hákam, siendo ambos nietos de Umayya (quien da su nombre a la dinastía). Al-Hákam era primo sobrino del tercer Califa Ortodoxo Uthman ibn Affan.
El profeta Mahoma envió a ambos y a su padre, Hakam ibn al-Aas al exilio, con la orden de no volver nunca. Durante el gobierno de Uthman, envió por Marwán y posiblemente por su padre. Marwán se aprovechó de su relación con el califa y fue designado gobernador de Medina. Varios  historiadores posteriores como Ibn Taymiyya y los suníes en general se preguntan sobre la autenticidad de esta historia, pues no viene de ningún escritor después de la muerte de Mahoma.
Durante la "Batalla del Camello" se dice que Marwán ibn al-Hákam disparó una flecha al muslo del general Talha, de la que resultó su muerte. Marwán mató a Talha en venganza por su traición al tercer Califa Uthmán.
Fue destituido de esta posición por Alí, y sólo fue repuesto por Muawiya I. Marwán perdió finalmente su ciudad cuando Abd Allah ibn al-Zubayr se rebeló contra Yazid I. De aquí, Marwán fue a Damasco, en donde lo proclamaron califa después de que Muawiya II abdicara. 
El corto gobierno de Marwán fue marcado por una guerra civil entre los Omeyas así como una guerra contra Abd Allah ibn al-Zubayr que continuó gobernando sobre el Heyaz, Irak, Egipto y partes de Siria. Marwán ganó la guerra civil de los Omeyas, como resultado de la cual, la nueva línea de poder de los Califas Omeyas recayó en los marwánidas, que sustituyó a la línea sufyánida. Pudo también recobrar Egipto y Siria de Abdullah, pero no pudo derrotarlo totalmente. Los jariyíes, mientras tanto, habían establecido un estado independiente en Arabia Central y se habían producido disturbios en las actuales Irán e Irak.
Fue el padre de Abd al-Aziz (padre de Umar II), de Abd al-Malik, que le sucedió y de Al-Himar (padre de Marwán II).